# Liste von Festungsfunkanlagen gemäß den Kennblättern fremden Geräts D 50/13

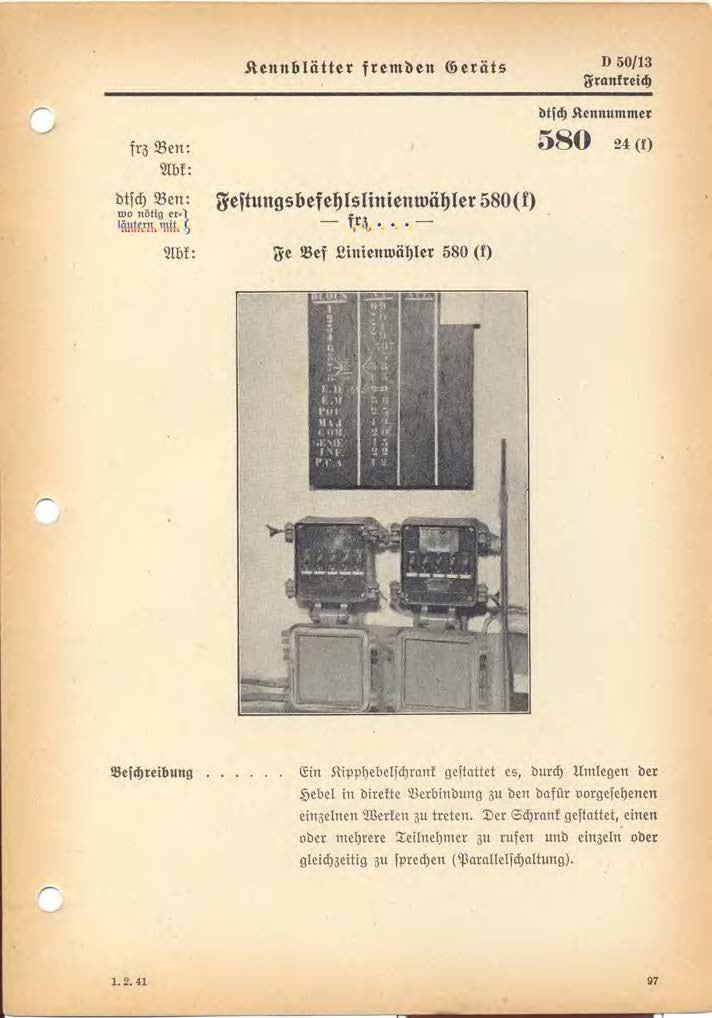
Kennblattbeispiel zu
D 50/13 Nr 580 24 (f)

In dieser Liste von Festungsfunkanlagen gemäß den Kennblättern fremden Geräts D 50/13 werden Anlagen in Festungen aufgeführt, die vom Heereswaffenamt verzeichnet wurden.
Nachfolgend ein Überblick/Auszug zur offiziellen Dokumentation Kennblätter fremden Geräts D 50/13: Nachrichtengerät.

## Hinweise zur Liste
Aufbau der Tabelle
Untenstehende Tabelle führt folgenden Spalteninhalte:
- dtsch. Kennnr. (deutsche Kenn-Nummer), dies entspricht dem Originalindex in den Kopfzeilen der Kennblätter mit Kennnummer, Stoffgebietenummer und Beutezeichen.
- Abk. dtsch. Ben. (Abkürzung deutsche Benennung), Originalbezeichnung entnommen aus der fünften Zeile der Kennblätter.
- Landesbez. nach HWA (Heereswaffenamt), Originalangaben entnommen aus der ersten Zeile der Kennblätter.
- Bild, eine Bildauswahl aus Wikipedia für dieses Objekt.
- Bemerkungen, hier werden Links zu bereits existierenden Wikipedia-Artikeln eingetragen.

 Info: Die in der Tabelle angegebenen Originaleinträge sollen nicht geändert werden, weil diese den Angaben aus den Kennblättern entsprechen. Nach neuerem Forschungsstand sind teilweise Errata in den Kennblättern erkannt worden. Diese werden unten im Abschnitt Anmerkungen jeweils zur Kenn-Nummer erläutert. Die Wikilinks in den runden Klammern sollten das Lemma der entsprechenden Artikel in Wikipedia enthalten.
| dtsch. Kennr. | Abk. dtsch. Ben.              | Landesbez.nach HWA (Wikipedia-Artikel) | Bild | Bemerkungen                 |
| ------------- | ----------------------------- | -------------------------------------- | ---- | --------------------------- |
| 580 24 (f)    | Fe. Bef. Linienwähler 580 (f) | in D 50/13 keine Angabe                |      | Festungsbefehlslinienwähler |
| 590 24 (f)    | Fe. Ferntastanlage 590 (f)    | in D 50/13 keine Angabe                |      | Festungsferntastanlage      |